# بوگاتینو
بوگاتینو (به بلغاری: Bogatino) یک منطقهٔ مسکونی در بلغارستان است که در شهرستان آردینو واقع شده‌است.
 بوگاتینو ۲٫۲۵۸ کیلومتر مربع مساحت و ۱۱۴ نفر جمعیت دارد.